# برغان (بختاجرد)
برغان (بالفارسية: برگان) هي قرية تقع في إيران في البلدة المركزية. يقدر عدد سكانها بـ 1,132 نسمة .